# Ентомопатогенні віруси
Ентомопатогенні віруси — регулятори чисельності шкідливих комах, паразитуючих на рослинах.
Перші відомості про ентомопатогенні віруси отримано в перші десятиріччя XX ст., що було зумовлено класичними дослідженнями  Д. Й. Івановського, який показав, що заразне начало, що викликає мозаїчну хворобу тютюну, проходить через порцелянові фільтри. Таким чином, вперше було доведено існування інфекційних агентів, що фільтруються, і знайдено метод диференціювання збудників вірусних захворювань від збудників хвороб іншої природи. Аналогічні експерименти з ентомопатогенними вірусами було проведено пізніше.
Віруси, пов'язані з  комахами, представляють велику й різноманітну групу інфекційних агентів. Однак найбільшу увагу дослідників привертають збудники поліедроза; вони мають велике економічне значення, так як нерідко справляють істотний вплив на чисельність шкідливих комах. Збудники вірусних хвороб комах служать зручною моделлю для вирішення багатьох важливих питань молекулярної біології і вірусології. Це обумовлено значною мірою тим, що вірусні включення, які формуються в клітинах господарів, досягають 20-30 % і більше сухого ваги загиблої личинки, а самі комахи зручні для постановки лабораторних дослідів. Зокрема, вірус ядерного поліедроза тутового шовкопряда, поряд з вірусом тютюнової мозаїки, протягом багатьох років був класичним об'єктом при встановленні цілого ряду загальнобіологічних закономірностей.
Велике загальнобіологічне і практичне значення досліджень в області вірусології комах зумовило швидкі темпи їх розвитку. Про це свідчать наступні факти. У 1949 р Е. Штейнхауз налічував трохи більше 100 видів, сприйнятливих до вірусів; через 10 років ця цифра подвоїлася і до 1970 р. зросла майже в 3 рази.
Ентомопатогенні віруси являють собою гетерогенну групу, де відмінності між окремими представниками значно більші, ніж серед клітинних організмів. Якщо нормальними компонентами рослинної, тваринної або бактеріальної клітини є білки, РНК, ДНК, ліпоїди, вуглеводи, ферменти і деякі інші сполуки, то віруси містять лише один тип нуклеїнової кислоти — ДНК або РНК. Функція зберігача генетичної інформації у вірусів ядерного поліедроза всіх типів і гранульоза виконує двоспіральна ДНК, а у вірусів збудників цитоплазматичного поліедроза — однонитчаста РНК.

## Препарати і використання
Існують два методи застосування вірусних препаратів: інтродукція вірусів в щільні популяції комах на порівняно невеликих площах і обробка заражених ділянок шляхом обприскування або запилення на ранніх стадіях розвитку личинок.
В даний час випускається кілька препаратів, що містять ентомопатогенні віруси. Перш за все це ряд препаратів типу вірин, наприклад, вірин-ЕНШ для боротьби з  непарним шовкопрядом, вірин-АБМ —  американського білого метелика, вірин-ЕКС — капустяної совки, вірин-ЯМ —  яблуневої молі, вірин-КШ —  кільчастого шовкопряда, вірин-ГЯП — яблуневої плодожерки, вірин-БС —  бавовняної совки і препарат елкар проти  совок з роду Heliothis. В Україні зареєстровані інсектициди швейцарського виробництва: Мадекс Твін для боротьби з яблуневою та східною плодожерками, а також Хеліковекс для боротьби з бавовниковою совкою.

#### Ресурси Інтернету
- Загальна характеристика ентомопатогенних вірусів [Архівовано 24 жовтня 2020 у Wayback Machine.]
- Біологічні методи діагностики фітопатогенних вірусів [Архівовано 23 жовтня 2020 у Wayback Machine.]
- Вестник зоологии [Архівовано 30 травня 2018 у Wayback Machine.] Том 35, № 4 (июль-август 2001) рефераты статей